# Ur-Musig
Ur-Musig ist ein Dokumentarfilm des Schweizer Regisseurs Cyrill Schläpfer. Der Film stellt kommentarlos die Volksmusik der Zentralschweiz und des Appenzellerlandes vor.

## Inhalt
Die Reise durch die Klanglandschaften der beiden Voralpen- und Alpenregionen folgt dem Jahresverlauf. Sie beginnt und endet mit Winterbräuchen (Silvesterklausen und Bloch in Urnäsch, Fasnacht in Schwyz und Klausjagen in Küssnacht). Im Mittelpunkt stehen musikalische Klänge im Leben der Bergbauern wie Jodeln, der Alpsegen, das Geläute der Kuhglocken oder die Kommunikation zwischen Mensch und Tier sowie bekannte Interpreten der Ländlermusik dieser Regionen. In Gaststätten oder in der Wohnstube spielen sie Appenzeller Streichmusik beziehungsweise Schwyzerörgeli. Besonders oft ist im Film der damals 82-jährige Rees Gwerder zu sehen, der Schläpfer in die Muotataler Volksmusik einweihte.

## Kritik
Köbi Gantenbein bezeichnete Ur-Musig als «Ohr- und Augenschmaus». Der Film habe in den 1990er-Jahren den Zeitgeist getroffen, obwohl er hart am Kitsch vorbeischramme und nichts als Klang zeige. Er habe Ländler, Schottisch und Juuz als rein ländlich vorgestellt, obwohl sie auch in der proletarischen Kultur der Stadt Wirkung und Folgen hatten.